# 早川伸吾
早川 伸吾（はやかわ しんご、1968年1月14日 - ）は、宮崎県を拠点に活躍する日本のお笑い芸人、ラジオパーソナリティ、大道芸人、司会者、俳優、冒険家、YouTuber。
本名同じ。そのまんま東（現・東国原英夫）の一番弟子で、ビートたけしの初孫弟子でもあり、師匠である東国原英夫の政務秘書も務めていた。元たけし軍団の一員である。
自身のYouTube『早川伸吾の一番乗りちゃんねる』で、新店舗開店、一番乗りに挑戦する動画や宮崎でキャンプをするプロ野球やサッカーなどの主にファンサービスを中心に配信している。
愛知県名古屋市南区出身、名古屋市立大磯小学校、名古屋市立新郊中学校、私立名古屋大谷高等学校卒業。血液型はAB型。身長169cm、体重65kg。宮崎県宮崎市在住。宮崎観光PR大使でもある。所属事務所は有限会社 東国原で早川は有限会社 東国原の宮崎支店長である。

## 経歴
1992年、そのまんま東（現東国原英夫）に弟子入り。運転手兼付き人を経て、お笑い芸人として数々のバラエティー番組等に出演。当初はそのまんま東がそうしたように、早川も一年間そのまんま東（現東国原英夫）の自宅に住み込んで内弟子修行をするよう師匠から言われ、住み込む予定も、当時の妻で、女優のかとうかず子の反対で、内弟子修行はわずか10分で終了し通い弟子に変更になった。
そのまんま東の一番弟子だが弟子は早川一人しかいない。
持ちネタの「人間シャボン玉」では、裏オリンピック日本代表として、タイの国営放送にも出演したびっくり人間である。持ちネタの一つである「人間ししおどし」はビートたけし、タモリ、ダウンタウン・松本人志、爆笑問題・太田光、東国原英夫、今田耕司ら数々の芸能人達から絶賛される。
2007年、東国原英夫が宮崎県知事選挙に立候補してからは、スタッフとして選挙運動に携わる。知事当選後もスタッフ（東国原の側近と称される）として知事のサポート（私設秘書）に当たっていた。選挙活動中は常に東国原のそばにいたためテレビに映ることが多く、「彼は誰なのか」と問われることが多かった。現在も知事の取材に同席することが多く、また単独でもテレビ出演することがある。東国原英夫が宮崎県知事選に当選確定時の「バンザイ三唱」では、テレビに良く映るように東国原英夫の背後をキープ。「バンザイ三唱」時、東国原英夫のすぐ後ろでバッチリテレビに映りまくる。後に東国原は「あの混沌とした状況で、背後に回り込みテレビに映り込むなんてすごい能力だ」と語り、一連の動きを「バンザイ芸」と命名。
東国原の知事当選後は、『サタデースクランブル』や、『サンデージャポン』などのテレビ番組が、ほぼ毎週東国原知事の特集を組んでいた。その際、早川も一緒に出演する機会が多かった。サンデージャポンでは、自らの持ちネタも公開している。その後も、宮崎で活動しており、宮崎放送のラジオ番組『MRTスーパーワイドバリッと朝』の月曜日・火曜日のパーソナリティでレギュラーを担当している。
また、担当する月火曜のラジオMRTスーパーワイドバリッと朝では、お中元&お歳暮を早川自身がリスナーの自宅に届ける、リスナーに逆FAXなど画期的な企画を多数実行している。また早川と交友関係のある著名人が多数出演している。主な出演者は東国原英夫、大森うたえもん、高原兄、高杢禎彦、猫ひろしなど。

### 行脚企画
2003年「日本列島徒歩縦断」に挑戦。単独で北海道稚内〜九州鹿児島まで3000キロを97日間で完歩。稚内市役所スタート⇒留萌⇒札幌⇒長万部⇒函館（青函フェリーにて）⇒青森⇒秋田⇒酒田⇒村上⇒新潟⇒富山⇒金沢⇒福井⇒敦賀⇒京都⇒神戸⇒岡山⇒広島⇒下関⇒福岡⇒熊本⇒人吉⇒小林⇒宮崎⇒都城⇒国分⇒鹿児島市役所前（ゴール地点）到着のルートで歩いた。

道中の各地にて、新聞・テレビ・ラジオ等に出演したり大道芸をしながらのお笑い列島行脚。主要地点に、東国原英夫、吉川敏夫、唯是一寿が応援に駆けつけた。「日本列島徒歩縦断」の偉業は、植村直己冒険館主宰の2003年植村直己冒険賞にノミネートされたり、Yahoo!ニュースで取り上げられたり、笑っていいとも！日刊スポーツ等で大々的に取り上げられた。

なお、鹿児島ゴール後は、鹿児島から東京までヒッチハイクで帰った。
2005年には、「自転車（ママチャリ）四国88箇所お遍路巡り」に挑戦。現金を持参せず、道中に行う大道芸で得た収入のみで旅を続け、総距離1500キロに及ぶ四国88箇所お遍路を自転車で巡った。
2007年、ラジオ企画で「宮崎県自転車一周」を達成。自分の携帯電話の番号をラジオで公開。リスナーと触れ合いながら9日間かけて宮崎県内をママチャリで一周した。更に同年には、宮崎から東京まで1500キロを、高速道路は一切使わず、一般道路のみで39時間13分かけての宮崎から東京まで運転して帰った経験あり。（一般道で帰った理由は、東国原知事からもらった高速代4万円を浮かせるためである）
2009年、「宮崎県徒歩一周」に挑戦。宮崎県全28市町村を全部徒歩で周り、総歩行日数30日間、総歩行距離680キロに及ぶ宮崎県徒歩一周を達成。宮崎県庁をスタート⇒清武町⇒日南市⇒串間市⇒三股町⇒都城市⇒高原町⇒小林市⇒えびの市⇒野尻町⇒綾町⇒国富町⇒西都市⇒西米良村⇒椎葉村⇒五ヶ瀬町⇒高千穂町⇒日之影町⇒諸塚村⇒美郷町⇒延岡市⇒門川町⇒日向市⇒都農町⇒川南町⇒木城町⇒高鍋町⇒新富町⇒宮崎市県庁ゴールの順に歩いた。

自身のラジオ番組で報告しながらの徒歩旅で、スタート時の県庁には、ラジオを聴いて3人が見送りに来たが、彼の30日間の歩きがリスナーの心に響いたのかゴール時の県庁には100人の出迎えを受けた。なお、宮崎県徒歩一周として全市町村を徒歩で周ったのは早川が史上初である。

## 趣味
発明が趣味であり、毎月一回発表会で作品を発表している他、数々の発明番組に出演。主な発明品として「居眠り防止帽子」「居眠りスヤスヤ」「マイスプリンクラー」「マイししおどし」などがある。
また、鉄道マニアで世界中の鉄道を乗り歩いたり、青春18きっぷで北海道稚内〜九州枕崎まで普通列車のみで日本縦断した。
日刊スポーツに鉄道マニアとして紹介された。

## 特技
400gのご飯をぴったり100g食べて300gにするという特技を持つ（ただし、300gから100g食べて200gにするなど別の重量で行うことはできない）。TBS「アッコにおまかせ!」の「人間遺産」のコーナーでもスタジオで披露した。
2008年5月13日放送の「99プラス」で、目隠しをして絵具を舐めて味覚で色を当てる「聞き絵具」という技を披露した。
「となりのトトロ」のカンタのおばあちゃんの物まねが出来る。
「犬が水を飲むときの音マネ」「伊勢エビが相手を威嚇する時に出す音のマネ」「中森明菜の声が裏返る瞬間」「ごはん！って喋る犬のマネ」などのモノマネも得意とする。
鉄道マニアで、パンタグラフを自作し、頭に付けて紐に潜らせ、自身が電車の車体になって走り、楽しんでいる。
笑っていいとも！木曜日「プチ自慢カーニバル」のコーナーにはレギュラーとして出演。
「プチ自慢カーニバル」から「早川伸吾のピッタリ芸」が生まれた。ピッタリ芸レパートリーとしては以下のようなものがある。
- ご飯をピッタリ100g食べる
- 15cmピッタリ線を引く
- お茶をピッタリ半分飲む
- 目隠しをしてピッタリ3メートル歩く
- 目隠しをしてピッタリ絵の具の色を舐めて当てる
- 服をきたまま風呂に入りピッタリ2キロ体重を増やす
- 増えるワカメをピッタリ10グラム増やす
- 手を使わずにピッタリセンター分けにする。
- 目隠しして、お茶をピッタリ半分飲みながらピッタリ15cmの線を引く、という合わせ技も出来る。
- ケーキのローソクを20本のうち、ピッタリ3本だけ消せる。
- 地面に落とした小銭の音を聞き、それが1円か5円か10円か50円か100円か500円かをピッタリ当てる。

## 人物・エピソード
- 世界のナベアツとはお笑い学校の同級生である。
- 俳優の中条静夫とは遠い親戚。
- 東国原英夫の元妻である女優のかとうかず子の運転手兼付き人、子供（長男＆長女）のベビーシッターを務めており、子供たちに早川が度々下品なことを教えるので、かとうかず子から何度も激怒された。また同夫妻の離婚届を提出した。
- みやざき観光・文化検定3級試験 合格。
- 木下大サーカスにピエロとして出演。
- 全国のストリップ劇場で舞台修行。2年半で通算1500回以上の舞台ステージをこなす。（おかげで客前に強くなった）本人談。
- 大型自動車免許、四級小型船舶操縦士免許所持。
- 熱狂的な中日ドラゴンズのファン。また名古屋グランパスエイトのファンでもある。
- 高校野球マニア（特に愛知県。愛知県代表をこよなく愛する）
- 2007年 霧島登山マラソン完走（聖火ランナーに任命された）
- 2007年 国際青島太平洋マラソンで特別ゲストランナー萩本欽一の伴走役を務める。
- 2008年 国際青島太平洋マラソン出場、フル完走。（事前練習は一切無し、一歩も走っていない状態で人生初のマラソンに挑戦…という無謀な挑戦だったが、フルマラソンを6時間20分55秒で完走）2009年、2010年、2011年にも出場。
- ビートたけしから「名古屋のあんちゃん」という芸名を命名、また師匠の東国原英夫からは「早川プロ」という芸名を命名されたが、両方とも一度も使わなかった。
- 日本テレビで放送された『EXテレビ』の「早川伸吾に素敵な芸名を付けよう」企画では、東野幸治から「サ・ヨ・ナ・ラ」、板尾創路から「帰省列車」、木村祐一から「そのまんま束」、風間杜夫から「アリクイしんちゃん」、志茂田景樹から「泡吹小蟹」、有田気恵から「青い信号」、と命名された。
- TBS「あらびき団」に出演する「あらびき芸人」である。東国原知事の刺客として度々登場。
- TBS「サンデージャポン」の宮崎特派員に任命されるも、特派員としての仕事依頼は一度も無い。しかし一方で度々登場して、ネタを披露している。
- CX「FIyerTV」の企画で、歌手の堂島考平から「早川伸吾応援ソング」を作ってもらった。
- フジテレビ「めざましテレビ」フラワーロード企画の宮崎県ランナーの一人であり、宮崎県北郷町にて歌手の中孝介に襷を渡した。
- TBS「ジャスト」の上島竜兵ファンバトルで優勝。上島竜兵から靴をプレゼントされた。
- TBS「桂芸能社ポン!」では、人間シャボン玉でMVPに輝き温泉旅行をゲットした。
- テレビ朝日「銭形金太郎」では、自慢のボロアパートが紹介されるも、近所の小学生に家がバレて、不憫な生活を送る早川のために、学校終わりの小学生が給食の残りのパンやみかんなどを持ってきてくれるようになり、それを早川が10円で買い取っていたため、近所の小学生から「10円おじさん」と呼ばれた。また今時珍しいボロアパートだったため、数々の番組が取材に来た。ちなみに早川の部屋をおとずれた芸能人は、東国原英夫、田中義剛、中川家、ますだおかだ、山口良一、堂島孝平、ホリプロのアイドルの豊岡真澄、元日本テレビアナウンサー柴田倫世など。また部屋に謎の生物「かつおぶし虫」が大発生し、ワイドショーが早川宅に掛け付け、都会の真ん中に謎の生物大発生！と大騒ぎになった。
- CX「明石家サンタ」の常連出演者で、師匠そのまんま東が不祥事や選挙活動で芸能活動を停止するたびに登場。「師匠が謹慎になったので付き人の僕は仕事が無くなりました〜」で明石家さんまは大爆笑で合格。後にそのまんま東（現東国原英夫）は自身のブログに早川は「僕、そのまんま東の弟子なんです!」と言っただけで鐘がなったという輝かしい前歴を持っているのだ（笑） ... と書いている。
- 2010年明石家サンタ電話中に、さんまが手に持っていたハガキを裏返したため、ハガキの裏に書いてあった早川伸吾の携帯番号がテレビの画面に大きく映ってしまい全国放送の人気番組で携帯番号がバレる事態に。その後、オニのように悪戯電話がかかってきた。ユーチューブや2チャンネルで早川の携帯番号が晒されたり、渋谷の公衆トイレに「すぐさせる女」として早川の携帯番号が落書きされたりした。2010年は5回目の出演にして初の不合格になる。翌2011年は「昨年出たときに携帯番号がバレてイタズラ電話がオニのようにかかってきました〜」で合格！しかもめくったパネルが「ハズレ」で大爆笑をとった。
- テレビ番組で「東国原知事の尊敬する所は？」の質問に「焼き魚を綺麗に食べる所」と答えた。
- 選挙活動中に、選挙カーから「焼き魚が綺麗に食べれるそのまんま東に清き一票を宜しくお願いします〜」と言って、そのまんま東（現東国原英夫）に激怒され、以後早川伸吾がスピーカーで喋る事が禁止になった。他にも「クリーンな政治、クリーンな頭で、県政をクリーニング。朝出せば夕方バッチリ」など意味不明な言葉を連発していた。
- CBCテレビのバラエティ番組「ノブナガ」のロケ企画「ごはんリレー」に宮崎ロケの際に登場。ロケの最中に通行人が早川を見付けて「伸吾ちゃんだ!」と次々に声を掛けられ彼の宮崎県での人気の高さが証明された。
- TBS「アッコにおまかせ!」の人間遺産のコーナーには度々登場。目隠ししてピッタリ3メートル歩く、服を着たままピッタリ2キロ体重を増やす、など毎回バカバカしい技を披露し、和田アキ子から「Mr人間遺産」の称号を貰った。また共演した東国原英夫は、「服を着たまま体重をぴったり2kg増やす」芸を見て、「早川君には県民栄誉賞をあげたい」とコメントした。
- 宮崎放送「ゴゴイチ！」にて「伸吾30番勝負!」という冠コーナーを持ち、伸吾30番勝負というだけに当初の予定では30回の放送予定だったが、早川に対する苦情が相次ぎ、30回の放送予定がわずか3回で放送終了になってしまった。その後「伸吾ひとりで調査隊」とコーナー名が変更になり、早川が素朴な疑問を体当たりで解決する自らの冠コーナーを担当した。
- 宮崎県で実施されている「宮崎県庁ライトアップ」「宮崎県庁ウェディング」「宮崎県庁コンサート」は早川がテレビ朝日「サタデースクランブル」にて提案したものを、東国原が採用し実施されたものである。その際、東国原が住む「知事マンションもライトアップ化」を提案するも知事の家がバレるからと即座に却下された。
- TRF、安室奈美恵、倖田來未、EXILE、大塚愛、mihimaru GTらが出演した「2008a-nation」宮崎公演に出演。2万5千人の観客の前で「人間ししおどし」を披露。歴史ある音楽イベントa-nationのステージに立った芸人でもある。ちなみに東国原知事も出演していた。
- 元読売巨人軍の宮本和知投手に顔が似ており、よく本人に間違えられる。宮崎市内で早川がテレビのロケ中に通行人から「巨人の宮本がいる!」と叫ばれた。顔が長いことから中学時代のあだ名がフランスパンだった。
- 宮崎市内で東国原英夫宮崎県知事と同居生活をしており、東国原英夫オフィシャルブログ「そのまんま日記」に頻繁に登場する「早川」とは早川本人のことである。東国原知事は男性4人と同居生活をしており、早川はその内のひとり。東国原家における早川の役割は電気係（部屋の電気をつけたり消したりする係）である。
- ラジオ番組をしているほか、2人で一緒に営業に行くことが多い。
- 2008年2月18日（月曜日）の宮崎県知事定例記者会見にて、東国原知事は記者の質問に対して、以下のように回答している。橋下府知事（現大阪市長）サイド（陣営）から出馬要請はあったのか？という記者の質問に「要請はありました。誰から要請があったのかは言えませんが早川伸吾ではない事は確かです」と定例記者会見で早川伸吾の名前を出し仰天させた。
- 2007年東国原英夫が宮崎県知事に就任し、初めて宮崎県知事東国原英夫の名刺を渡した相手は早川伸吾であり、2011年宮崎県知事任期終了の際、宮崎県知事東国原英夫の名刺を最後に渡した相手も早川伸吾である。
- 2009年、国際青島太平洋マラソンで「TBS東京フレンドパーク」でホンジャマカ石塚がエアホッケーをする際に着用した宮崎牛の着ぐるみを着て3キロを完走。県内外のランナーに宮崎牛をPR。東国原知事非公認「宮崎観光PR大使」としての役目を果たす。2010年は宮崎県で口蹄疫が発生したことから同じ宮崎牛の着ぐるみで10キロ完走。2011年は鳥インフルエンザが発生したことからホンジャマカ恵俊彰が東京フレンドパークで着用した「宮崎地鶏」の着ぐるみで10キロ完走。国際青島太平洋マラソンには4年連続出演中。早川が宮崎名物の着ぐるみで走ることがマラソンの名物化しつつある。
- 2010年、宮崎県で発生した口蹄疫問題時に知人の畜産農家の声を早川が自身がブログに書いたところ、ツイッター等で大反響となった。
- 2010年、口蹄疫復興イベントとして泉谷しげるが発起人のイベント「水平線の花火と音楽」に出演。翌年に行われた、2011年「水平線の花火と音楽2」にも2年連続で出演。
- 2011年、東国原英夫が東京都知事選挙に出馬の際には、東国原氏の側近として選挙期間中身の回りの世話を担当する選挙スタッフとして参加。
- 2011年、農畜産の勉強のため、宮崎県高鍋市持田に「シンゴロウ王国」を建国。「シンゴロウ王国」の木製看板は早川の師匠である東国原英夫の手書きである。そのため看板には「シンゴロウ東王国原」と書いてある。シンゴロウ王国の名前は「ムツゴロウ王国」のパクリで、内容は日本テレビ「ザ!鉄腕!DASH!!」のDASH村とTBS「中居正広の金曜日のスマたちへ」のひとり農業のパクリで、早川曰く「シンゴロウ王国」＝「パクリの総合デパート」とのこと。広い農地で野菜の栽培の他、森の白いブランコ、森の滑り台、パターゴルフ、孵卵器を使ってヒヨコを誕生させる等、色んなことに挑戦している。パターゴルフはホールインワンを出すと好きな野菜1個プレゼントしており、畑にある好きな野菜を1個抜いて持ち帰ってよいことになっている。シンゴロウ王国で作った野菜は宮崎市にあるデパート「ボンベルタ地下1階ど真ん中市場」にて「シンゴロウ王国コーナー」にて販売されている。地元宮崎放送「わけもんGT」が密着しているほか、自らのラジオ番組、宮崎放送「ハッピーラジオホリディ」にシンゴロウ王国コーナーがあり、毎週シンゴロウ王国の様子を伝えている。
- 2011年に「伸吾朗」という子牛を購入。出産から立会い清武の牧場にて飼育中。自身初の牛のオーナーとなる。牛は元々シンゴロウ王国で飼育予定であったが口蹄疫問題があり清武の牛舎から高鍋のシンゴロウ王国へ連れて来るに至っていない
- 2012年4月「東国原氏一番弟子早川伸吾ツイッター殺害予告騒動」が起きる。3月31日にツイッターにて、雨上がり決死隊の宮迫博之、菅直人前首相、蓮舫、ソフトバンク孫正義、楽天の三木谷浩史社長、ロンブー田村淳、きゃりーぱみゅぱみゅ、など144人もの著名人に殺人予告を送る事件が起き、早川伸吾のツイッターにも殺害予告があった。しかし殺害予告日が4月1日であることからエイプリルフールの悪質な悪戯だと思われた。だが、錚々たる著名人の中に早川伸吾が含まれていたこと、他の全員の殺害予告日が4月1日のエイプリルフールだったのに対し、早川伸吾だけが2日だったことから警察もまさかのことを思い身辺保護に。殺害予告の2日午後11時12分には宮崎北警察署にて3人の警察官の保護が行われた。この騒動は東京スポーツで大きく記事掲載されたほか、テレビのワイドショーでも報道された。
- 2014年4月、第1回「中日ドラゴンズ検定3級」に合格。
- 2014年6月、カッパ捕獲許可証取得。宮崎県で取得者は早川が初。
- 2014年9月、師匠の東国原英夫の3度目の結婚、直後、東国原のスキャンダル騒ぎの真相を否定するため、女性自身の取材を受ける。その後、東国原夫妻の応援団として、東国原夫妻評論家として活躍中。

## 出演

### テレビ
- 宮崎放送
  - ゴゴイチ!
  - Power Age 「早川伸吾のTHE漁師めし」という自らの冠コーナーを担当していた。
  - アッパレみやざき

- テレビ宮崎
  - JAGAJAGA天国
  - HOTWAVE
  - キリン新春スペシャル！

- NHK
  - スタジオパークからこんにちは
  - ためしてガッテン
  - きょうの健康
  - ドキュメント72時間
  - ポップジャム
  - にっぽん愉快家族

- 日本テレビ
  - 天才・たけしの元気が出るテレビ!!
  - TVじゃん
  - 欽ちゃんの仮装大賞 第55回大会に30番「ししおどし」で出場し、一旦は13点で不合格になるが、欽ちゃんの「点数入れてあげてよ〜」の一言で16点の合格になる
  - ドキュメント笑いに賭ける青春（そのまんま東の弟子生活に密着したドキュメンタリー番組）
  - 99プラス
  - 発明将軍ダウンタウン
  - ピカイチ
  - スッキリ!!
  - ケータイ将軍
  - HAMASHO
  - マルチなあいつ! - 団長木村祐一を始め山口智充、原史奈らが所属の「劇団ゆきひら鍋」のメンバーだった。

- TBS
  - サンデージャポン
  - あらびき団
  - アッコにおまかせ!
  - ジャングルTV 〜タモリの法則〜
  - 筋肉番付
  - とんねるずのカバチ!
  - ピンポン!
  - 熱帯シナモンズ
  - ギミア・ぶれいく
  - スーパー知恵MON
  - 夜のXX自慢
  - もぎたてサラだ
  - いきなり!クライマックス
  - 桂芸能社ポン!（MVPに選ばれた）
  - スパスパ人間学
  - 爆笑問題のバク天!
  - ニュースの森

- フジテレビ
  - 森田一義アワー 笑っていいとも!
  - 明石家サンタ　ー過去6回出演で5勝1敗
  - 100人目のバカ（IKKOからの紹介）
  - DAIBAッテキ!!（レギュラー出演）
  - Flyer TV
  - 中山秀征の写せっ!
  - 笑楽園
  - どうーなってるの?!
  - 今田耕司のシブヤ系うらりんご
  - そのまんま東こだわる
  - 平成夢列島テレビ
  - ビッグトゥデイ
  - エブナイSAT
  - すご腕！バウト
  - 東京ジモティ

- テレビ朝日
  - サタデースクランブル - 東国原英夫宮崎県知事の側近としてレギュラー出演していた。
  - ウンナンの炎のチャレンジャー
  - 水曜ビッグスペシャル
  - セイシュンの食卓
  - GAHAHAキング
  - M10
  - ちゃんネプ
  - ストリートファイターズ
  - 銭形金太郎 - 2003年5月29日、“ビンボーさん”の一人として出演。当時、月収は5万円〜10万円と紹介された。
  - スーパーJチャンネル

- テレビ東京
  - TVチャンピオン
  - たけしの誰でもピカソ
  - にっぽんのお父さん
  - しもじま
  - 大爆笑問題
  - コムサイト
  - 喝!リベンジナイト
  - ともだち王 - テレビ初のレギュラー番組。「よろしく!」というフレーズでプチブレイクし、自らの冠コーナーも出来たが、番組終了とともにプチブレイクも終了した。
  - ナミダメ
  - 人妻温泉
  - でぶや
  - やるヌキッ!

### ラジオ
宮崎放送
- MRTスーパーワイドバリッと朝　（メインパーソナリテイ）
- ばあちゃん＆伸吾の「はい！よろこんで」　（メインパーソナリテイ）
- うたえもんのジョー式（大森うたえもん＆早川伸吾）
- のどごしつるりんラジオ　（メインパーソナリテイ）
- GO!GO!ワイド　（メインパーソナリテイ）
- HAPPYラジオホリデイ　（メインパーソナリテイ）
- ラジオでどーよ！（大森うたえもん＆早川伸吾）
- 伸吾なんばん勝負！　（メインパーソナリテイ）

- TBSラジオ
- ニッポン放送
- 東海ラジオ
- ABCラジオ
- KBCラジオ
- 和歌山放送
- 南日本放送
- 山陰放送
- 秋田放送
- 熊本放送
- FM世田谷 - 123☆45のしあわせたがや
- FM新潟
- FM稚内
- FM都城 - 「すてきになろーよ」（レギュラー出演）
- さっぽろ村ラジオ
- FM小樽
- FMいるか
- 富山シティエフエム
- FMふくやま
- 中国放送
- 愛知北エフエム - 不定期出演

他、多数。

### 本
- 島田洋七、東国原英夫書「絆」
- そのまんま〜東へ
- 日本を変えんといかん
- そのまんま日記
- 東国原家の夏休み
- どん底
- たけしのTHEアートバトル
- 中山秀征の写せ!
- あらびき団公式ガイドブック
- 知事、まさか今夜もピザですか？

### 映画
- 白カラス
- 39枚の年賀状 司会者役

### DVD
- PENT-JAPAN 2005年1月号
- OH!バカチャンピオン
- あらびき団DVD

### テレビドラマ
- 土曜ワイド劇場 タクシードライバーの推理日誌スペシャル・殺人画廊の女（2009年）夜明日出男の同僚ドライバー・斎藤役で出演

### CM
- au携帯（ラジオ）
- アサヒビール（ラジオ）
- 元祖肉巻きおにぎり本舗
- みやさき「遊ぼん」
- みやざき得々クーポン
- パチンコ オーシャン（テレビCM）
- 農園レストラン はいびすかす（ テレビCM）
- 居酒屋 まんまる（テレビCM）
- まるとくクーポン（テレビCM）

### 舞台
- 2004　劇団ゆきひら鍋※くすぶりからの挑戦（マネージャー役）
- 2008　a-nation　宮崎公演
- 2010 「水平線の花火と音楽」
- 2011 「水平線の花火と音楽2」
- 2012 「水平線の花火と音楽3」
- 2013 「水平線の花火と音楽4」
- 2015  UMK「ジャムナイト」総合司会。